# Sphenophryne rubra
Sphenophryne rubraes una especie de anfibio anuro de la familia Microhylidae. Esta rana es endémica de las cordilleras de Bismarck y Kubor en Papúa Nueva Guinea. Es una especie terrestre que habita selvas tropicales montanas entre los 1750 y los 2180 metros de altitud. Se sabe muy poco de esta rana pero se cree que se reproduce por desarrollo directo como otras especies de su género.